# Rex Andrew Alarcon
Rex Andrew Clement Alarcon (ur. 6 sierpnia 1970 w Daet) – filipiński duchowny katolicki, w latach 2019–2024 biskup Daet, arcybiskup metropolita archidiecezji Caceres od 2024.

## Życiorys

### Prezbiterat
Święcenia kapłańskie otrzymał 9 listopada 1996 i został inkardynowany do archidiecezji Caceres. Był m.in. sekretarzem arcybiskupim, przełożonym szkół katolickich w archidiecezji oraz przewodniczącym stowarzyszenia nauczycieli katolickich na Filipinach.

### Episkopat
2 stycznia 2019 papież Franciszek  mianował go biskupem ordynariuszem diecezji Daet. Sakry udzielił mu 19 marca 2019 arcybiskup Rolando Tirona.
22 lutego 2024 został mianowany arcybiskupem metropolitą archidiecezji Caceres.